# カロヤン・アセン
カロヤン・アセン（ブルガリア語: Калоян Асен、1168年もしくは1169年 - 1207年10月）は、第二次ブルガリア帝国の皇帝（ツァール、在位1197年 - 1207年）。第二次ブルガリア帝国の建国者であるペタル4世とイヴァン・アセン1世の弟。ブルガリア皇帝の権力と帝国の地位を向上させ、十字軍国家・ラテン帝国との戦争で成功を収めた。

## 名前の由来
「カロヤン（ブルガリア語: Калоян ラテン語：Caloiohannes）」という名は「善良なヨハネ」もしくは「寛大なヨハネ」を意味する。この名前はギリシャ語のKaloiōannēsから派生し、コムネノス王朝のヨハネス2世ら東ローマ帝国の皇帝もこの名前を使用していた。また、カロヤンは「イヴァン」「ヨアン」の指小語である「ヨアニッツァ（Ioannitsa）」の名前でも呼ばれた。現代のルーマニアの歴史家は、Ioniţă Caloianという名前で彼を表記している。

## 生涯

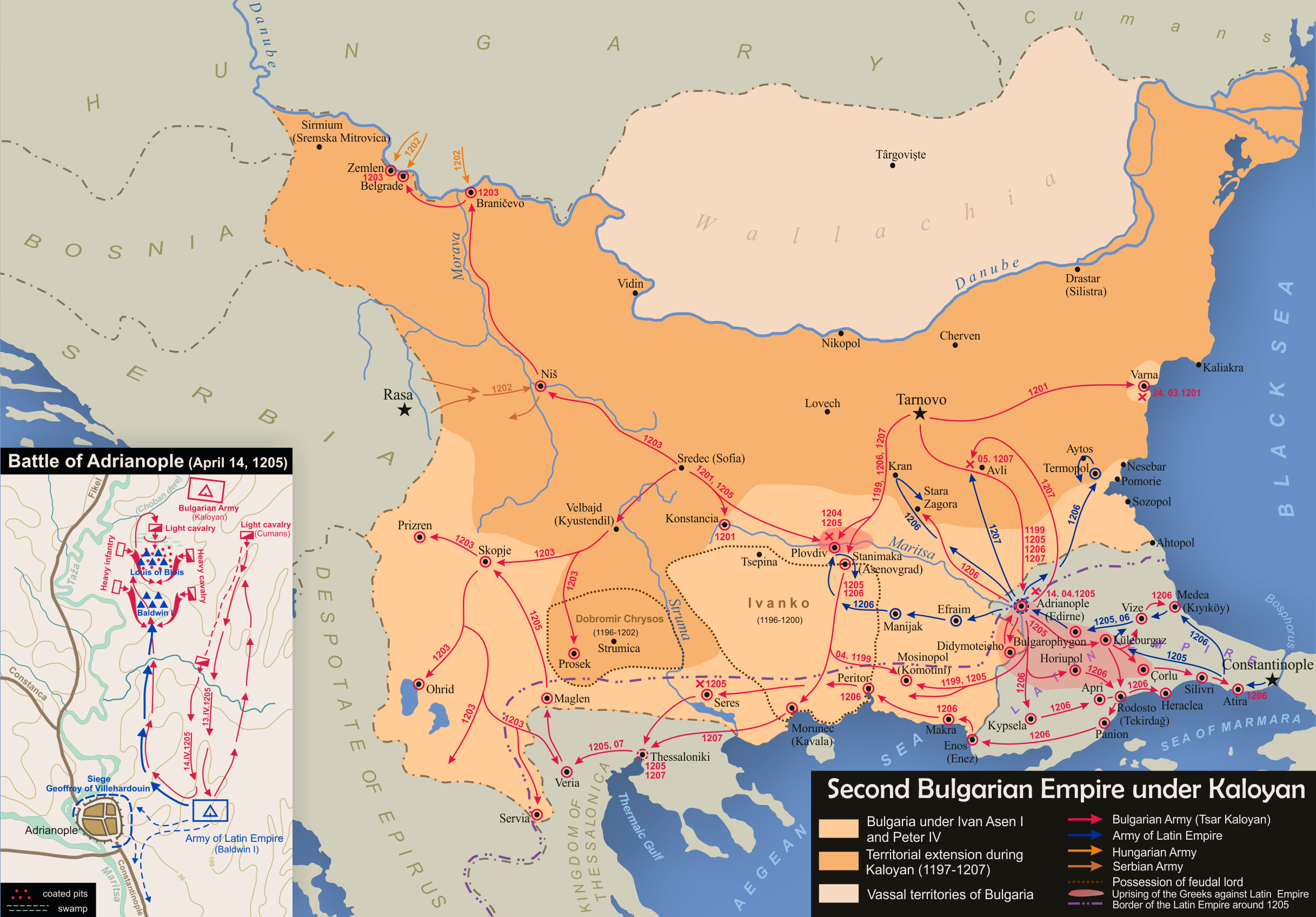
カロヤン在位中の第二次ブルガリア帝国

### 即位以前
1168年から1169年の間に、カロヤンはタルノヴォ近郊の地方領主の末子として生まれる。1187年にブルガリアの独立が承認された際、東ローマ帝国への人質としてコンスタンティノープルに送られるが、1189年ごろにコンスタンティノープルから脱走してブルガリアに帰国した。ペタル4世とアセン1世が宮廷内の政争によって暗殺された後、カロヤンは敵対者を破って皇帝に即位した。

### バルカン半島での勝利、教会合同
カロヤンは兄たちが採った反東ローマ政策を引き継ぎ、アセン1世を暗殺した後に東ローマに亡命してプロヴディフを統治していた従兄弟イヴァンコと同盟を結ぶ。ブルガリア帝国から離反してストルミツァで独立したドブロミル・フリスとも手を結び、トラキア地方のコンスタンティア（現在のハスコヴォ州に位置する）を占領した。1201年に北ブルガリア最後の東ローマ領であるヴァルナを制圧し、翌1202年にはマケドニアの大部分をブルガリアの影響下に置いた。
1202年にハンガリー王イムレがブルガリアに進攻し、当時ブルガリア領だったベオグラード、ブラニチェヴォ、ニシュを占領した。1203年にブルガリアはベオグラードとブラニチェヴォを奪還するが、教皇インノケンティウス3世が争いを仲裁するまで、ブルガリアとハンガリーの対立は続いた。
1199年ごろから、インノケンティウス3世はカロヤンにローマ教会とブルガリア正教会の合同を説く書簡を出していた。カロヤンは皇帝の称号の獲得、第一次ブルガリア帝国時代の栄光を取り戻すことを求めて、1202年からローマと積極的な交渉を行った。この政治的な取引では、カロヤンはインノケンティウス3世に戴冠とシメオン1世やサムイルが所持していたものと同じ王笏の授与を要求し、見返りとしてローマ教会との関係の改善とブルガリア正教会がローマ教皇の権威を認めることを提案した。インノケンティウス3世は譲歩を渋るが、結局1204年秋に枢機卿レオが教皇からの使節としてタルノヴォを訪れ、タルノヴォ大主教のヴァシリーに首座大司教の称号が授与された。同時にカロヤンには王冠と王笏、旗が与えられ、「ブルガリアとワラキアの王」として戴冠される。カロヤンは皇帝の称号が認められたとみなして「ブルガリア人とワラキア人の皇帝」を自称し、教皇に感謝の意を表した書簡を送った。また、書簡では取り決めに従ってローマに倣った儀式を行う保証もされた。
一方で東ローマ皇帝アレクシオス3世はブルガリアとの関係を改善するため、カロヤンの皇帝の称号と支配権を承認する。

### 十字軍国家との戦い
ブルガリア正教会とローマ教会の合同が成された直後、1204年にコンスタンティノープルを占領した第4回十字軍によってラテン帝国が建国される。カロヤンは十字軍に反東ローマ同盟の結成を呼び掛けていたが提案は受け入れられず、新たに建国されたラテン帝国は旧東ローマ領と周辺国家を征服する意図を顕わにした。1205年にラテン帝国に対して反乱を起こしていたトラキアの東ローマ貴族は、コンスタンティノープルを奪還した際には彼を東ローマ皇帝に推戴する条件でカロヤンに援助を求めた。
ブルガリアは東トラキアの住民を扇動して蜂起を起こさせ、遊牧民のクマン人とルーム・セルジューク朝の助力によってフィリッポポリス（現在のプロヴディフ）とアドリアノープル（現在のエディルネ）を占領した。1205年4月14日にブルガリア軍とラテン帝国軍はアドリアノープル近郊で戦闘し、ブルガリア軍はラテン帝国軍に大勝する（アドリアノープルの戦い）。ラテン皇帝ボードゥアン1世とブロワ伯ルイ1世はブルガリア軍の捕虜となり、タルノヴォで処刑された。セレスとフィリッポポリスの戦闘でもブルガリア軍は勝利し、ブルガリア軍は広範囲にわたるトラキア・マケドニアのラテン帝国領を破壊した。
東ローマ貴族たちは当初カロヤンの勝利を喜んだが、結局はカロヤンに反逆した。カロヤンは彼らが住む東トラキアで破壊と略奪を行い、捕虜にした住民をドナウ川沿岸部に移住させた。かつて「ブルガリア人殺し」と呼ばれた東ローマ皇帝バシレイオス2世のように、カロヤンは「ローマ人殺し」（Rōmaioktonos）の渾名で呼ばれるようになった。
1206年1月31日にカロヤンはRusionの戦い（en:Battle of Rusion）でラテン帝国軍を再び打ち負かし、ディモティカを占領する。ブルガリア軍はトラキア各地の都市を破壊し、ロドスト（現在のテキルダー）などの都市を攻撃した際には住民に退避が勧告された。後年カロヤンが行った軍事行動には大規模な住民移動も含まれており、占領地の住民は遠く離れた別の土地へ移動させられた。

### 最期

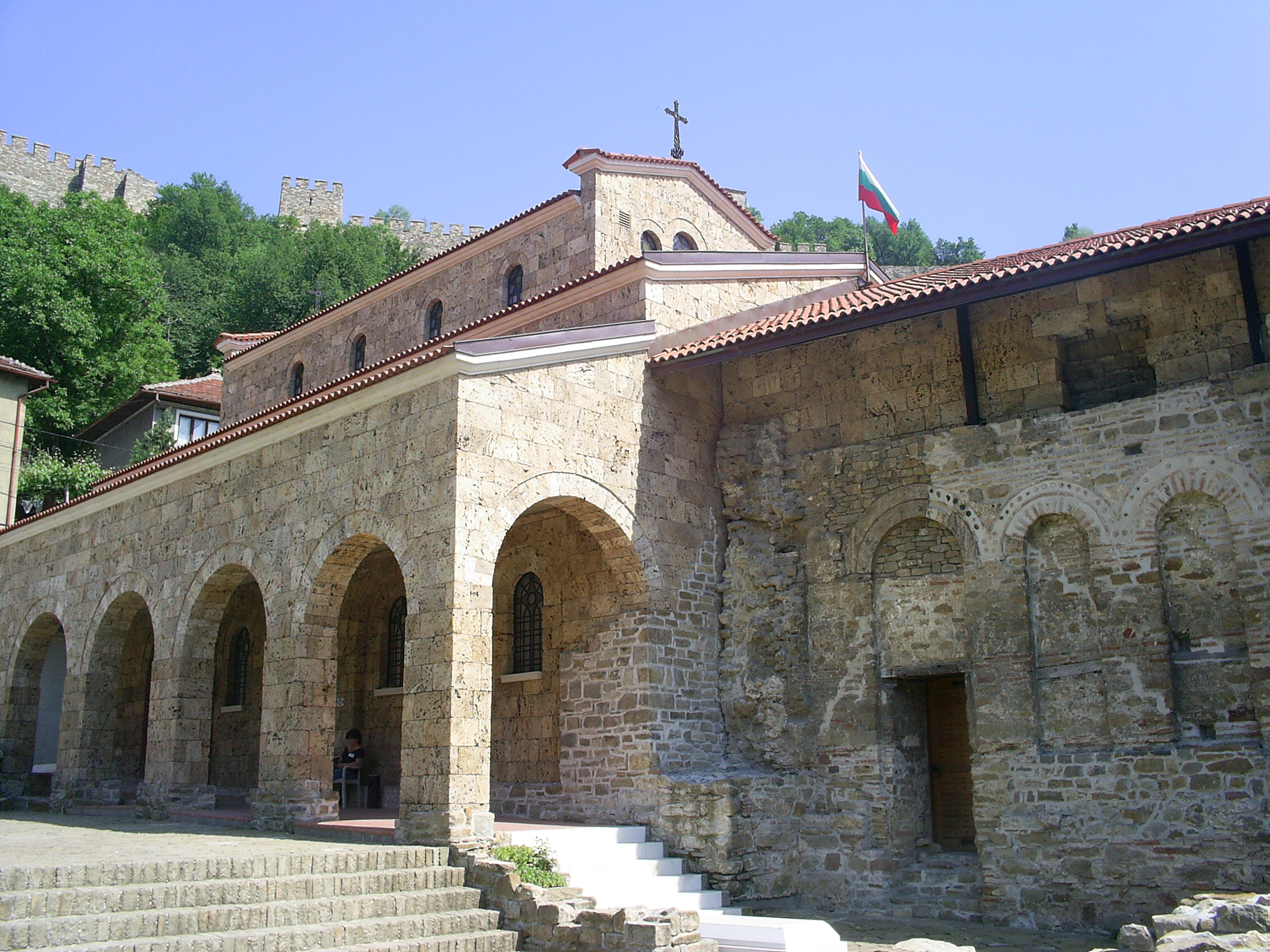
聖40人殉教者教会

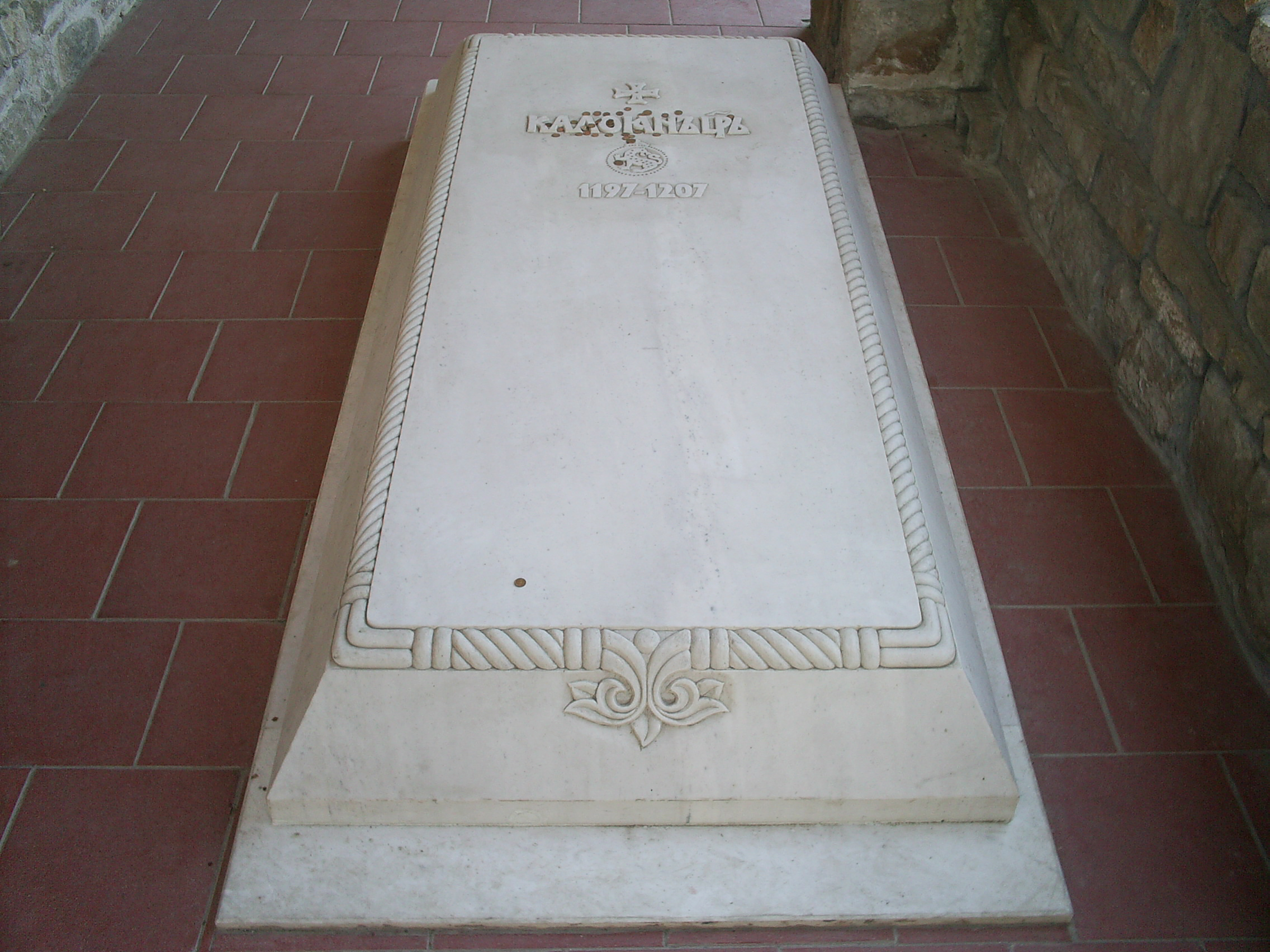
カロヤンの墓（聖40人殉教者教会）

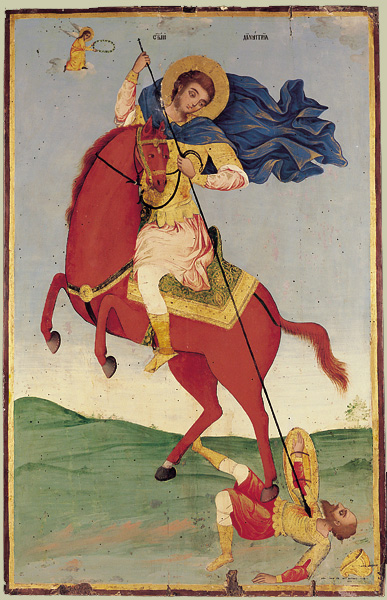
デメトリウスが皇帝カロヤンを殺害した現代のブルガリアのアイコン(1824)

カロヤンは2度目のアドリアノープル包囲を行うが、ブルガリア指揮下のクマン人騎兵の撤退、新たにラテン皇帝に即位したアンリの抵抗によって都市の攻略を阻まれる。1207年にカロヤンはニカイア帝国の皇帝テオドロス1世と、反ラテン同盟を結成する。同年9月4日にブルガリア軍はロドピ地方でテッサロニキ王国の君主ボニファチオを強襲し、彼を敗死させた。カロヤンはコンスタンティノープル攻撃の足がかりとしてテッサロニキを包囲するが、包囲中に自軍のクマン人司令官マナスタルの裏切りによって暗殺された。

### 死後
遺体はタルノヴォに送られ、聖40人殉教者教会に埋葬された。1972年に聖40人殉教者教会の柱廊から、金糸を織り込んだ衣服を纏ったカロヤンと思われる遺骨が発見された。発見された遺骨を検査にかけた結果、頭蓋骨には若年時にできた傷が残っていた。この傷が脳を圧迫するような頭痛を引き起こし、癇癪の原因にもなっていたと思われる。
カロヤンが没して800年近く経った後、1999年から2005年の間ブルガリアの2レフ硬貨にカロヤンの印章がデザインされた。また、サウス・シェトランド諸島内のリヴィングストン島には、カロヤンの名前を冠した公園が存在する。（en:Kaloyan Nunatak）

## 評価
カロヤンの事績を記録した史料のほとんどは、東ローマ帝国やラテン帝国などのブルガリアと敵対していた国家の記録である。それらの国の文書では彼の残酷な点が強調されているが、彼が行ったとされる残虐な行為のいくつかは指揮下のクマン人騎兵によるものである。カロヤンは敵対する権力者に圧迫をかける時には攻撃性を発揮したが、反面民衆に対しては慈愛をもって接した。

## 家族
妃のアンナはクマン人の指導者層の出身である。カロヤンの死後、アンナは帝位簒奪者のボリルと再婚する。
娘のマーリアは、カロヤンの死後にブルガリアとラテン帝国の間で結ばれた和約によって、幼年ながらラテン皇帝アンリの元に輿入れした。1216年にアンリが没した時には、マーリアにアンリ毒殺の容疑がかけられた。